# Gerhard Bergmann (Chemiker)
Gerhard Bergmann (* 13. August 1923 in Wolfenbüttel; † 7. Mai 2016) war ein deutscher Chemiker und Hochschullehrer für Analytische Chemie an der Ruhr-Universität Bochum.
Bergmann studierte ab 1945 Chemie an der TH Braunschweig mit Diplom 1950 und Promotion 1953. Danach war er bis 1962 Gruppenleiter am Institut für Spektrochemie in Dortmund. Er habilitierte sich 1962 an der Bergakademie Clausthal und war danach Hochschuldozent. Von 1965 bis 1968 war er wissenschaftlicher Verlagsleiter beim Verlag Chemie in Weinheim. Von 1967 bis zu seiner Emeritierung 1988 war er Professor an der Ruhr-Universität Bochum.
Er befasste sich mit spektrometrischen Analyseverfahren zur Mehrkomponentenanalyse einschließlich automatischer Auswertung mit Computern. Dazu entwickelte er Parametrisierungsverfahren für die Linienform der Spektrallinien und Dokumentationsverfahren in der Molekülspektroskopie. Weiter befasste er sich mit der Kopplung chromatographischer und spektroskopischer Verfahren, Kernspinresonanzspektroskopie (NMR, Relaxationsmessung, Präzisionstemperierung, zweidimensionale Fouriertransform-NMR) und Massenspektrometrie. Er entwickelte einen überregionalen Informationsaustausch von Dateien und Programmen zur Spektroskopie.

## Schriften
- mit A. Junker: Vergleich und Bewertung optimaler Arbeitsbedingungen für die quantitative Mehrkomponentenanalyse, Z. Analyt. Chemie, Band 272, 1974, S. 267–275, Band 278, 1976, S. 191–198
- mit W. Dietrich, U. Günther, M. Wiecken: Fast Parameter Fit for two randomly overlapping Lorentzians, J. Magn. Res., Band 76, 1987, S. 193–199
- mit B. v. Oepen, P. Zinn: Improvement in the definitions of sensitivity and selectivity, Analyt. Chemie, Band 59, 1987, S. 2522–2526
- mit Günter Kresze: Kartei zur Dokumentation in der Molekülspektroskopie, Z. f. Angew. Chemie, Band 67, 1955, S. 685–964